# Skrabar
Skrabar je priimek več znanih Slovencev:
- Viktor Skrabar (1877—1938), pravnik, arheolog (sodelavec ptujskega muzeja)
- Viktor Skrabar starejši, okrajni zdravnik